# Onciale 0258
- Papyrus
- Onciale
- Minuscules
- Lectionnaire

Le Codex 0258 (dans la numérotation Gregory-Aland), est un manuscrit du Nouveau Testament sur parchemin écrit en écriture grecque onciale.

## Description
Le codex se compose d'un folio. Il est écrit en une colonne par page, de 5 lignes par colonne. Les dimensions du manuscrit sont 4,7 x 4 cm,. Les paléographes datent ce manuscrit du IVe siècle.
C'est un manuscrit contenant le texte de l'Évangile selon Jean 10,25-26.
Le manuscrit est perdu,.